# التحويلة (مسلسل)
التحويلة (بالإنجليزية: The Detour) مسلسل كوميدي أمريكي، إعداد جيسن جونز وسامانثا بي، وبطولة جيسن جونز، ناتالي زيا، آشلي جيراسيموفيتش، ليام كارول، دانيلا بينيدا وماري غريل. عرض المسلسل على قناة "TBS" في 11 أبريل، 2016.

## قصة المسلسل
يدور المسلسل حول نيت باركر جونيور (الذي يؤدي دوره جيسون جونز) وزوجته روبن راندال (التي تؤدي دورها ناتالي زيا) وأطفالهما التوأم ديليلا (أشلي جيراسيموفيتش) وجاريد (ليام كارول)، وهم يقومون برحلة برية من منزلهم في سيراكيوز، نيويورك إلى فلوريدا لقضاء إجازة عائلية. تتعرض العائلة خلال الرحلة لسلسلة من الأحداث الدرامية، بما في ذلك أعطال في السيارة، ومشكلات مع السلطات، وحوادث طبية غير متوقعة، وتدخلات من السكان المحليين. تتكشف أيضًا خلفيات نيت المعقدة حيث تبرز مشكلات مهنية ومخططات سرية دفعته للقيام بهذه الرحلة، مما يضيف طابعًا غامضًا على القصة.
في الموسم الثاني، تستقر العائلة في نيويورك، حيث يجد نيت عملاً جديدًا، لكنه يواجه مزيدًا من المشكلات، لا سيما مع ظهور تفاصيل جديدة عن ماضي روبن وعلاقتها بوالدها، المجرم المطلوب جيه آر راندال (الذي يؤدي دوره جيمس كرومويل). يأخذ المسلسل منعطفًا دراميًا مع محاولة السلطات الوصول إلى جيه آر من خلال استجواب نيت وروبن، مما يضيف توترًا إلى القصة.
في الموسم الثالث، تنتقل العائلة إلى ألاسكا في محاولة للهروب من ماضيهم. تتطور الأحداث حيث يتولى جاريد منصب عمدة المدينة التي يستقرون فيها، ويعمل نيت على متن قارب صيد، بينما تصبح روبن راقصة.
في الموسم الرابع، تفترق ديليلا عن عائلتها أثناء محاولتهم العثور عليها، مما يأخذهم في رحلة حول العالم من التبت إلى اليابان ونيوزيلندا، وصولاً إلى نيويورك. ينتهي الموسم بشكل مثير حيث يختفي نيت بعد حادث غامض يترك مصيره مجهولًا، خاصة وأن المسلسل أُلغي بعد بث هذه الحلقة مباشرة، مما زاد من الغموض حول نهايته.

## الممثلين والشخصيات

### شخصيات رئيسية
- جيسن جونز بدور نايت باركر الابن[3]
- ناتالي زيا بدور روبن راندال[4]
- آشلي جيراسيموفيتش بدور ديلايلاه راندال[5]
- ليام كارول بدور جاريد باركر[5]
- دانيلا بينيدا بدور فانيسا[6]
- ماري غريل بدور العميل الفدرالي[7]
- كولبي بوثمان بدور بارني[8]

## البثّ
بث المسلسل على قناة "TBS" في الولايات المتحدة في 11 أبريل، 2016، وفي كندا بث المسلسل على قناة كوميدي نيتورك في 21 أبريل، 2016.

## الحلقات

### الموسم الأول 2016
| تسلسل | عنوان الحلقة "بالإنجليزية" | إخراج       | كتابة                 | تاريخ العرض   | رمز الإنتاج | عدد المشاهدين (بالمليون) |
| ----- | -------------------------- | ----------- | --------------------- | ------------- | ----------- | ------------------------ |
| 1     | «The Pilot»                | ستيف بينك   | جيسن جونز وسامانثا بي | 11 أبريل 2016 | 101         | 1.166                    |
| 2     | «The Hotel»                | ستيف بينك   | جيسن جونز             | 11 أبريل 2016 | 102         | 1.043                    |
| 3     | «The Tank»                 | ستيف بينك   | مايك بيفر             | 18 أبريل 2016 | 103         | 0.841                    |
| 4     | «The Restaurant»           | برينان شروف | جيسن جونز             | 25 أبريل 2016 | 104         | 0.863                    |
| 5     | «The B & B»                | جيف تومسيك  | سامانثا بي            | 2 مايو 2016   | 105         | 0.771                    |
| 6     | «The Wedding»              | جيف تومسيك  | نينا بيبر             | 9 مايو 2016   | 106         | 0.843                    |
| 7     | «The Road»                 | جيسن جونز   | جيسن جونز             | 16 مايو 2016  | 107         | 0.695                    |
| 8     | «The Drop»                 | جو كيسلر    | تشاد كارتر            | 23 مايو 2016  | 108         | 0.837                    |
| 9     | «The Track»                | جيف تومسيك  | برينان شروف           | 30 مايو 2016  | 109         | 0.894                    |
| 10    | «The Beach»                | جيف تومسيك  | مايك بيفر وجيسن جونز  | 30 مايو 2016  | 110         | 0.777                    |

## وصلات خارجية
- التحويلة على موقع IMDb (الإنجليزية)
- التحويلة على موقع ميتاكريتيك (الإنجليزية)
- التحويلة على موقع روتن توميتوز (الإنجليزية)
- التحويلة على موقع كينوبويسك (الروسية)
- التحويلة على موقع ألو سيني (الفرنسية)
- التحويلة على موقع قاعدة بيانات الفيلم (الإنجليزية)